# Magnus de Quitter

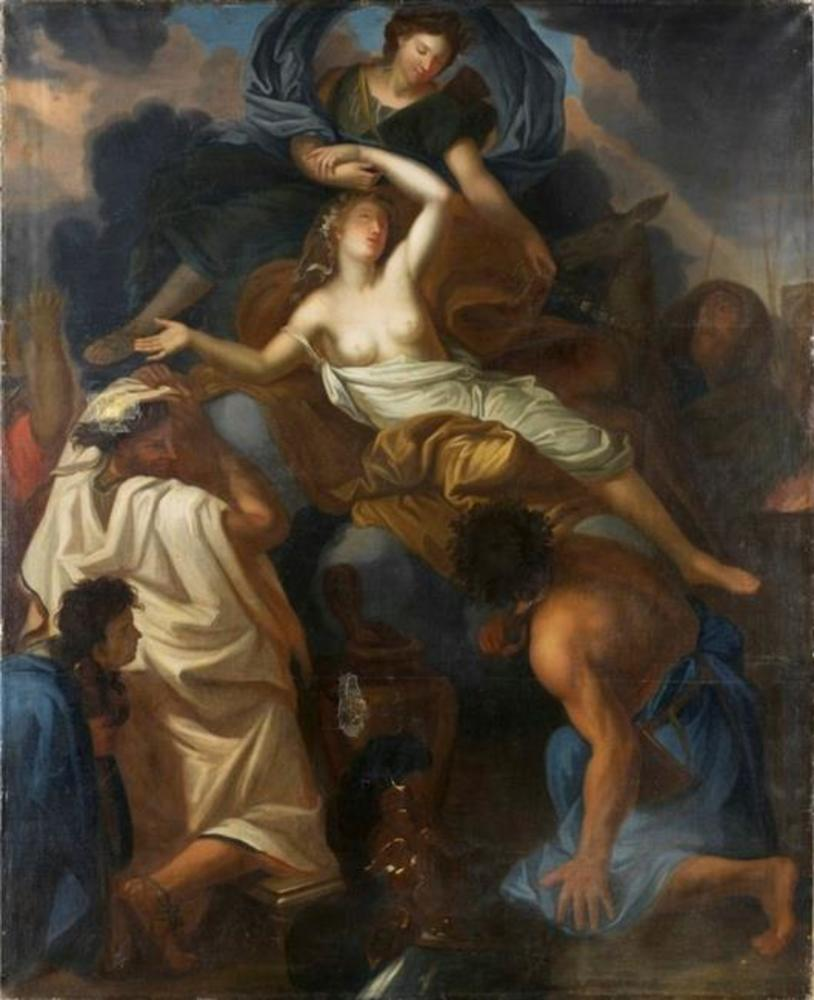
Magnus de Quitter: Die Opferung der Iphigenie (1740, Öl auf Leinwand, Gemäldegalerie Alte Meister Kassel)

Magnus de Quitter (geboren 1694 in Kassel; gestorben [oder beerdigt] am 20. Januar 1744 ebenda) war ein deutscher Hofmaler und Bergwerksinspektor im Dienste der Landgrafen Karl und Friedrich von Hessen-Kassel sowie Hofmaler und Galerieinspektor des Herzogs August Wilhelm von Braunschweig.

## Leben und Wirken
Quitters Vater Herman Hendrik Quitter (1628–1708) stammte aus Ostfriesland. Er war unter anderem in Köln und Bremen tätig, ehe er an den Hof des Landgrafen Karl von Hessen-Kassel kam und von diesem 1696 zum Hofmaler bestallt wurde. Quitter selbst erlernte die Malerei in den Niederlanden und erhielt 1709 eine Ausbildung bei Gottfried Kneller in London. Im Jahr darauf reiste er mit einem gräflichen Stipendium nach Rom, um antike Werke zu kopieren. Im Anschluss soll er in der Werkstatt des Barockmalers Carlo Maratta gearbeitet haben. Im Jahr 1716 war er in Kassel als Porträtmaler beschäftigt, wie Aufzeichnungen über Zahlungen an ihn belegen. Die Supraporten in einigen Zimmern des Residenzschlosses Arolsen schuf Quitter in den Jahren 1721 bis 1722. 1727 wurde er zum offiziellen Hofmaler ernannt. Zur selben Zeit waren am landgräflichen Hof auch sein Vater, sein Bruder Herman Hendrik Quitter II. und seine Schwester Katharina Sibylle Quitter angestellt. Ihm wurde ein Gemälde zugeschrieben, das drei Braunschweiger Herzoginnen beim Kartenspiel zeigt („Die Kartenspielerinnen“ Schloss Eutin, zeigt die drei Prinzessinnen Christina Louisa von Oettingen, Sophia Amalia von Holstein-Gottorf und Auguste Dorothea von Braunschweig-Wolfenbüttel). In einem Gesuch aus dem Jahr 1729 bewarb er sich beim Braunschweigischen Herzog um die Anstellung als Hofmaler und Galerieintendant in Salzdahlum, nachdem der bisherige Christoph Bernhard Francke am 18. Januar 1729 verstorben war. Er erhielt eine Anstellung als Galerieinspektor, die mit 200 Talern vergütet wurde, teilte sich die Aufgabe jedoch mit Anton Friedrich Harms, der als Galerieintendant 100 Taler bezog. 1730 fertigte er ein Gemälde der Herzogin, das sich im Schloss Salzdahlum befand. Im Auftrag des Herzogs August Wilhelm schuf er zwei Gemälde mit den Titeln „Abendmahl“ und „Kreuzigung“ für den Hochaltar des Braunschweiger Doms, die sich im Bestand des Braunschweigischen Landesmuseums befinden. 1736 wurde ein Gemälde mit der Bezeichnung  „Herkules und Antäus“ im Besitz des Wolfenbüttler Schlosses aufgeführt. Im Jahr 1731 kehrte er an den Hof in Kassel zurück und war dort zuletzt als Bergwerksinspektor eingesetzt. Zu seinen Werken aus dieser Zeit gehören mehrere Porträts.